# Nam-gu (Daegu)
Nam-gu (koreanisch 남구) ist einer der acht Stadtteile von Daegu und hat 149.660 Einwohner (Stand: 2019). Es handelt sich dabei um einen zentralen Bezirk der Stadt. Wörtlich übersetzt bedeutet der Name Südbezirk. Der Bezirk grenzt im Uhrzeigersinn an die Stadtteile Jung-gu, Suseong-gu, Dalseong-gun und Dalseo-gu.

## Verwaltung

Verwaltungseinheiten des Nam-gu

Nam-gu besteht aus 13 dong (Teilbezirke).
Als Bezirksbürgermeister amtiert Cho Chae-gu (조재구). Er gehört der Mirae-tonghap-Partei an.